# Герби губерній Російської імперії
У статті подано список гербів губерній Російської імперії.

## Губернії, які існували станом на 1914 рік
В усіх гербах (за винятком гербу Холмської губернії) щит увінчаний імператорською короною і обрамований золотим дубовим листям, що оповите Андріївською стрічкою.
| Герб                                | Губернія                    | Дата прийняття    | Опис |
| ----------------------------------- | --------------------------- | ----------------- | --- |
| Герб Архангельської губернії        | Архангельська губернія      | 5 липня 1878      | У золотому щиті Святий Архістратиг Михаїл в лазуровому озброєнні, з червленим палаючим мечем та з лазуровим щитом, прикрашеним золотим хрестом, який попирає чорного лежачого диявола. |
| Герб Астраханської губернії         | Астраханська губернія       | 8 грудня 1856     | У лазуровому щиті золота, подібна до королівської, корона з п'ятьма дугами та зеленою підкладкою; під нею срібний східний меч, з золотим руків'ям, гострим кінцем праворуч. |
| Герб Бакинської губернії            | Бакинська губернія          | 5 липня 1878      | У чорному щиті три золотих полум'я 1 і 2. |
| Герб Бессарабської губернії         | Бессарабська губернія       | 5 липня 1878      | У лазуровому щиті золота буйволова голова, з червленими очима, язиком та рогами, що супроводжується, між рогами, золотою з п'ятьма променями зіркою та по боках праворуч, срібною з п'ятьма листками трояндою та ліворуч таким же півмісяцем, зверненим ліворуч. Облямівка із кольорів Імперії.                               |
| Герб Віленської губернії            | Віленська губернія          | 5 липня 1878      | У червленому щиті на срібному коні, вкритому червленим трикінцевим, з золотою облямівкою, килимом, срібний озброєний вершник (погоня) з піднятим мечем та з щитом, на якому восьмикінцевий червлений хрест, що утворює герб Великого Князівства Литовського.                                                                  |
| Герб Вітебської губернії            | Вітебська губернія          | 8 грудня 1856     | У червленому щиті срібний вершник в озброєнні, з піднятим мечем і круглим щитом; сідло на срібному коні червлене, вкрите трикінцевим золотим, з лазуровою облямівкою, килимом. |
| Герб Владимирської губернії         | Владимирська губернія       | 8 грудня 1856     | У червленому щиті золотий левовий — леопард, в залізній, прикрашеній золотом та кольоровими каменями короні, який тримає у правій лапі довгий срібний хрест. |
| Герб Волинської губернії            | Волинська губернія          | 8 грудня 1856     | Срібний в середині червленого поля хрест. |
| Герб Вологодської губернії          | Вологодська губернія        | 5 липня 1878      | У червленому щиті рука в золотій одежі, що виходить із срібної хмари, що тримає золоту державу та срібний меч. |
| Герб Воронезької губернії           | Воронезька губернія         | 5 липня 1878      | У червленому щиті золота гора, яка виходить з правого боку щита, на якій срібний глек, що виливає таку ж воду. |
| Герб В'ятської губернії             | В'ятська губернія           | 8 грудня 1856     | У золотому полі виходить праворуч з-за лазурових хмар в червленому одязі рука, яка тримає червлений напнутий лук зі стрілою; в правому куту червлений, з кульками, хрест. |
| Герб Гродненської губернії          | Гродненська губернія        | 5 липня 1878      | У червленому щиті золотий зубр з чорними очима та язиком. |
| Герб Еріванської губернії           | Еріванська губернія         | 5 липня 1878      | У лазуровому щиті срібна скеля, увінчана золотим російським хрестом. |
| Герб Естляндської губернії          | Естляндська губернія        | 8 грудня 1856     | У золотому полі три лазурових леопардових — леви. |
| Герб Єлизаветпольської губернії     | Єлизаветпольська губернія   | 5 липня 1878      | У чорному щиті золотий стовп, обтяжений червленим, з золотим руків'ям і зі срібними прикрасами, кинджалом, і супроводжуваний двома срібними Георгіївськими хрестами. |
| Герб Єнісейської губернії           | Єнісейська губернія         | 5 липня 1878      | У червленому щиті золотий лев, золотими очима та язиком і чорними кігтями, що тримає в правій лапі золоту лопату, а в лівій — такий самий серп. |
| Герб Іркутської губернії            | Іркутська губернія          | 5 липня 1878      | У срібному щиті чорний бобер, що біжить, з червленими очима, який тримає у роті червленого соболя. |
| Герб Казанської губернії            | Казанська губернія          | 8 грудня 1856     | У срібному щиті чорний коронований дракон; крила і хвіст червлені, дзьоб та кігті золоті, язик червлений. |
| Герб Калузької губернії             | Калузька губернія           | 5 липня 1878      | У зеленому щиті срібний хвилеподібний пояс, увінчаний золотою Імператорською короною. |
| Герб Катеринославської губернії     | Катеринославська губернія   | 5 липня 1878      | У лазуровому щиті золоте вензелеве зображення імені Імператриці Катерини II, між такими ж цифрами 1787, оточене дев'ятьма золотими шестипроменевими зірками. |
| Герб Київської губернії             | Київська губернія           | 8 грудня 1856     | У лазуровому полі Святий Архістратиг Михаїл у срібному одязі та озброєнні, з палахкотливим мечем і срібним щитом. |
| Герб Ковенської губернії            | Ковенська губернія          | 5 липня 1878      | У лазуровому щиті срібний пам'ятник, споруджений у місті Ковні в пам'ять про війну 1812 року. Цей пам'ятник прикрашений золотими імператорськими орлами й увінчаний золотим російським, з двома поперечинами, хрестом. |
| Герб Костромської губернії          | Костромська губернія        | 5 липня 1878      | У лазуровому щиті на срібній воді золотий давній варязький корабель, з орлиною головою і крилами на носовій частині, з вітрилом, прапором, на якому зображений Імператорський орел і сімома веслувальниками. |
| Герб Курляндської губернії          | Курляндська губернія        | 8 грудня 1856     | Щит четверочасний. У першій і четвертих частинах герб Курляндський: у срібному полі червлений лев, у червленій же короні. У другій і третій частинах герб Семигальський: в лазуровому полі срібний олень, що виходить, з шістьма парогами на рогах, увінчаний Герцогською короною.                                            |
| Герб Курської губернії              | Курська губернія            | 5 липня 1878      | У срібному щиті лазуровий перев'яз, обтяжений трьома срібними ж куріпками, що летять. |
| Герб Кутаїської губернії            | Кутаїська губернія          | 8 грудня 1856     | У зеленому щиті золоте руно, повішене на стрічці кольорів Російської імперії. |
| Герб Ліфляндської губернії          | Ліфляндська губернія        | 8 грудня 1856     | У червленому полі срібний гриф із золотим мечем; на грудях, під Імператорською короною, червлений вензель ПВ ИВ (Петро II Імператор Всеросійський). |
| Герб Мінської губернії              | Мінська губернія            | 5 липня 1878      | У золотому щиті три лазурових хвилеподібних пояси. |
| Герб Могилівської губернії          | Могилівська губернія        | 5 липня 1878      | У золотому щиті потрійна зелена могила, на якій три червлених з зеленими листями колоси. |
| Герб Московської губернії           | Московська губернія         | 8 грудня 1856     | У червленому щиті святий Георгій у срібному озброєнні та лазуревій мантії, на срібному вкритому багряною тканиною з золотою бахромою, коні, уражає золотого, з зеленими крилами, дракона, золотим із восьмиконечним хрестом угорі списом.                                                                                     |
| Герб Нижньогородської губернії      | Нижньогородська губернія    | 8 грудня 1856     | У срібному полі червлений олень, що йде; роги з шістьма парогами, копита чорні. |
| Герб Новгородської губернії         | Новгородська губернія       | 8 грудня 1856     | У срібному полі два чорних ведмеді, що підтримують золотий трон з червленою подушкою, на якому поставлені хрестоподібно з правого боку скіпетр, а з лівого — хрест; над троном золотий трисвічник з палаючими свічками; в лазуревій окраїні щита дві срібні, одна проти іншої, риби.                                          |
| Герб Олонецької губернії            | Олонецька губернія          | 5 липня 1878      | У золотому щиті рука, що виходить з лівого боку з-за лазурової хмари, повернена всередину, яка тримає лазуровий овальний щит, супроводжувана внизу чотирма чорними ядрами, з'єднаними таким же з ланцюгів навскісним хрестом.                                                                                                 |
| Герб Оренбурзької губернії          | Оренбурзька губернія        | 8 грудня 1856     | У червленому щиті два навхрест покладені золоті прапори, прикрашених Імператорським Російським орлом, супроводжувані зверху золотим же грекоросійським хрестом, а знизу золотим же перевернутим півмісяцем. У срібній главі щита лазурова куниця.                                                                             |
| Герб Орловської губернії            | Орловська губернія          | 5 липня 1878      | У лазуровому щиті срібна фортеця, з трьома вежами, з яких середня найвища, з відкритою брамою й увінчана золотим Імператорським орлом. |
| Герб Пензенської губернії           | Пензенська губернія         | 5 липня 1878      | У зеленому щиті три золоті снопи, зв'язані червленими стрічками. |
| Герб Пермської губернії             | Пермська губернія           | 8 грудня 1856     | У червленому полі срібний ведмідь, що йде: на спині його золоте Євангеліє, на якому срібний хрест з чотрирма променями. |
| Герб Подільської губернії           | Подільська губернія         | 8 грудня 1856     | У синьому полі золоте сонце з шістнадцятьма променями, над ним хрест золотий. |
| Герб Полтавської губернії           | Полтавська губернія         | 5 липня 1878      | У золотому щиті чорний трикутний пам'ятнику, прикрашений золотою кільцеподібною змією. За пам'ятником два зелених прапори з золотим коронованим вензелевим зображенням імені Імператора Петра I, держаки червлені з вістрями від списа. Все супроводжується у главі щита двома навскіс нахрест покладеними червленими мечами. |
| Герб Псковської губернії            | Псковська губернія          | 8 грудня 1856     | У лазуровому полі золотий барс, над ним срібна десниця, що виходить із срібних хмар. |
| Герб Рязанської губернії            | Рязанська губернія          | 8 грудня 1856     | У золотому полі князь у зеленому одязі й обшитій соболем шапці, з накинутою на плечах червленою опанчею і в червлених чоботях; тримає в правій руці срібний меч, у лівій — чорні піхви. |
| Зображеня Герба Самарської губернії | Самарська губернія          | 5 липня 1878      | У лазуровому щиті срібний дикий козел з золотими рогами, червленими очима й язиком і чорними копитами. |
| Герб Санкт-Петербурзької губернії   | Санкт-Петербурзька губернія | 5 липня 1878      | У червленому щиті золотий імператорський скіпетр на срібних навхрест покладених якорі та кітві (якір з трьома кінцями). |
| Герб Саратовської губернії          | Саратовська губернія        | 5 липня 1878      | У лазуровому щиті три срібні стерляді, розміщені у вигляді вилоподібного хреста. |
| Герб Симбірської губернії           | Симбірська губернія         | 5 липня 1878      | У лазуровому щиті срібний стовп, на якому золота, прикрашена двома Андріївськими стрічками, Імператорська корона. |
| Герб Смоленської губернії           | Смоленська губернія         | 8 грудня 1856     | У срібному полі чорна гармата, лафет і колеса в золотій оправі, на запалі райський птах. |
| Герб Ставропольської губернії       | Ставропольська губернія     | 5 липня 1878      | У зеленому щиті, на срібній горі золотий, зубчатий, з чорними швами і відкритою брамою фортечний мур, супроводжуваний у главі щита срібною з п'ятьма променями зіркою. |
| Герб Таврійської губернії           | Таврійська губернія         | 8 грудня 1856     | У золотому полі чорний візантійський, увінчаний двома золотими коронами, орел, з золотим дзьобом і кігтями та червленими язиками; на груді в лазуровому, з золотими краями, золотий щиті восьмиконечний хрест. |
| Герб Тамбовської губернії           | Тамбовська губернія         | 5 липня 1878      | У лазуровому щиті срібний вулик, супроводжуваний у главі щита такими ж бджолами. |
| Герб Тверської губернії             | Тверська губернія           | 8 грудня 1856     | У червленому полі золотий трон; на ньому царська, на зеленій подушці, корона. |
| Герб Тифліської губернії            | Тифліська губернія          | 5 липня 1878      | Золотий щит, розділений чорним хрестом, обтяжений двома срібними відрізаними руками, які тримають золотий російський трилисний хрест, який стоїть на срібному перекинутому півмісяці; в кутах щита чотири червлені відірвані левові голови з чорними очима та язиком.                                                         |
| Герб Тобольської губернії           | Тобольська губернія         | 5 липня 1878      | У золотому щиті червлена отаманська булава, на якій чорний щит Єрмака, круглий, прикрашений дорогоцінним камінням, між двома навскіс навхрест покладеними червленими прапорами з чорними держаками та вістрями від списа. |
| Герб Томської губернії              | Томська губернія            | 5 липня 1878      | У зеленому щиті срібний кінь з червленими очима та язиком. |
| Герб Тульської губернії             | Тульська губернія           | 5 липня 1878      | У червленому щиті срібний клинок меча в поясі, на двох таких самих перекинутих клинках, навскіс покладених навхрест. Все супроводжуване згори і знизу двома золотими молотками. |
| Герб Уфимської губернії             | Уфимська губернія           | 5 липня 1878      | У срібному щиті лазурова куниця, що біжить, з червленими очима та язиком. |
| Герб Харківської губернії           | Харківська губернія         | 25 листопада 1887 | У зеленому щиті покладені хрестоподібно золотий ріг достатку і кадуцей, жезл якого теж золотий, а крила і змії срібні. |
| Герб Херсонської губернії           | Херсонська губернія         | 5 липня 1878      | У лазуровому щиті срібний російський хрест, з сяйвом у чотирьох верхніх кутах, супроводжуваний по боках і знизу трьома золотими Імператорськими коронами. |
| Герб Холмської губернії             | Холмська губернія           | 15 жовтня 1914    | У зеленому щиті з главою між трьома золотими деревами йде срібний ведмідь з червленими очима та язиком. У золотій голові щита чорний Імператорський орел з трьома коронами. Єдиний з усіх гербів губерній не увінчаний імператорською короною і не обрамований золотим дубовим листям, що оповите Андріївською стрічкою.      |
| Герб Чернігівської губернії         | Чернігівська губернія       | 8 грудня 1856     | У срібному полі чорний коронований орел, який тримає за собою в кігтях лівої ноги довгий золотий хрест, нахилений до правого боку щита, кігті орла золоті, язик червлений. |
| Герб Чорноморської губернії         | Чорноморська губернія       | 15 жовтня 1914    | У золотому, з чорним хвилястим краєм, щиті чорний двоголовий, увінчаний Імператорською короною, орел, зі скіпетром і державою в лапах, на персах якого щиток, у червленому полі золотий православний восьмиконечний хрест, поставлений на срібний перекинутий півмісяць.                                                      |
| Герб Ярославської губернії          | Ярославська губернія        | 8 грудня 1856     | У срібному полі чорний, що йде на задніх лапах, ведмідь; голова прямо, тримає в лівій лапі золоту сокиру на такому ж ратищі. |

### ГуберніїВеликого князівства Фінляндського
На відміну від інших регіонів, для губерній Великого князівства Фінляндського не затверджувалися окремі герби, а використовувалися герби відповідних шведських ленів.
| Герб                             | Губернія                   | Дата прийняття | Опис |
| -------------------------------- | -------------------------- | -------------- | --- |
| Герб Абе-Бйорнеборзької губернії | Абе-Бйорнеборзька губернія | 1811           | Щит пересічений вістрям. Верхня частина розсічена: в правій червленій частині золотий коронований шолом, за яким два лицарські списи зі шведськими прапорами. У лівій, пересіченій лазур'ю та золотом, частині, коронований ведмідь, що йде, перемінних металу і фініфті, супроводжуваний в голові двома срібними зірками. В нижній, лазуровій частині, північний срібний олень. Щит увінчаний золотою короною. |
| Герб Вазаської губернії          | Вазаська губернія          | 1811           | У щиті, скошеному праворуч червленню та лазуррю, срібний перев'яз ліворуч. Усе обрамлене золотою вазою в стовпі. Щит увінчаний золотою, прикрашеною перлами, короною. |
| Герб Виборзької губернії         | Виборзька губернія         | 1812           | Щит пересічений; у верхній, червленій, частині три золоті корони: 1 і 2. В нижній, лазуровій, частині синя літера W. Щит увінчаний золотою короною. |
| Герб Куопіоської губернії        | Куопіоська губернія        | 1811           | Щит розсічений. У правій, чорній, частині, золотий лук з такою ж стрілою, супроводжуваний у главі золотою короною. В лівій, червленій, частині, дві руки, що сходяться, у срібному обладунку, озброєні шпагою та мечем, супроводжувані у главі золотою короною. Щит увінчаний золотою, прикрашеною перлами, короною.                                                                                            |
| Герб Нюландської губернії        | Нюландська губернія        | 1831           | У лазуровому щиті золоте судно, супроводжуване двома хвилеподібними срібними поясами. Щит увінчаний золотою, прикрашеною перлами, короною. |
| Герб Санкт-Міхельської губернії  | Санкт-Міхельська губернія  | 1831           | У червленому щиті дві руки, що сходяться, у срібному обладунку, озброєні шпагою та мечем, супроводжувані у главі золотою короною. Щит увінчаний золотою короною. |
| Герб Тавастгуської губернії      | Тавастгуська губернія      | 1831           | У червленому щиті золота рись, що стоїть, супроводжувана в голові щита трьома шестикутними зірками та трьома ж срібними трояндами в підніжжі щита. Щит увінчаний золотою короною. |
| Герб Улеаборзької губернії       | Улеаборзька губернія       | 1811           | У лазуровому щиті шість срібних горностаїв, що біжать: 2, 2 і 2. Щит увінчаний золотою, прикрашеною перлами, короною. |

### ГуберніїЦарства Польського
Одразу після утворення для губерній продовжували використовувати герби колишніх польських воєводств. Але 1869 року герби всіх воєводств були стандартизовані з іншими губерніями імперії. На нових гербах, як і в усій імперії, щит увінчаний імператорською короною і обрамований золотим дубовим листям, що оповите Андріївською стрічкою.
| Герб                        | Губернія              | Дата прийняття | Опис |
| --------------------------- | --------------------- | -------------- | --- |
| Герб Варшавської губернії   | Варшавська губернія   | 25 лютого 1869 | У лазуровому щиті золотий сніп жита; все обрамлене срібним хвилеподібним поясом. |
| Герб Каліської губернії     | Каліська губернія     | 25 лютого 1869 | У лазуровому щиті срібне ягня, що йде, з червленими очима й язиком, супроводжуване двома золотими колосами. |
| Герб Келецької губернії     | Келецька губернія     | 25 лютого 1869 | У лазуровому щиті на срібній горі золота доменна піч з червленим полум'ям, супроводжувана двома золотими ж кулями. |
| Герб Ломжинської губернії   | Ломжинська губернія   | 25 лютого 1869 | У лазуровому щиті золотий корабель зі срібними вітрилами та вимпелом, супроводжуваний угорі двома срібними ромбами. |
| Герб Люблінської губернії   | Люблінська губернія   | 25 лютого 1869 | Щит пересічений. У верхній червленій частині срібний олень, що біжить, з червленими очима та язиком, чорними рогами та копитами, який має на шиї золоту корону. У нижній зеленій частині: між трьома золотими деревами срібний ведмідь, що йде, з червленими очима та язиком. |
| Герб Петроковської губернії | Петроковська губернія | 5 липня 1878   | У срібному щиті три чорні веретена в пояс. |
| Герб Плоцької губернії      | Плоцька губернія      | 25 лютого 1869 | У червленому щиті дві срібні, круглі, зубчасті вежі з чорними вікнами і дверима та такими ж швами, з'єднані двома навхрест покладеними ключами і супроводжувані трьома навхрест покладеними золотими колосами.                                                                |
| Герб Радомської губернії    | Радомська губернія    | 5 липня 1878   | У червленому золотий сніп пшениці, супроводжуваний двома срібними молотками. |
| Герб Седлецької губернії    | Седлецька губернія    | 25 лютого 1869 | У срібному щиті, усіяному зеленими дубовими листками, червлена козиця, що йде, з золотими очима, язиком, рогами та копитами. |
| Герб Сувалкської губернії   | Сувалкська губернія   | 25 лютого 1869 | У золотому щиті на чорному пагорбі зелена ялина, все обрамлене двома лазуровими хвилеподібними поясами. |

## Розформовані до 1914 року губернії
Більшість розформованих до 1914 року були розформовані раніше, ніж отримали герби, за винятком губерній Царства Польського, які продовжували використовувати герби колишніх польських воєводств.
| Герб                                | Губернія                      | Дата прийняття | Опис |
| ----------------------------------- | ----------------------------- | -------------- | --- |
| Герб Грузино-Імеретинської губернії | Грузино-Імеретинська губернія | 21 травня 1843 | Щит золотий четверочасний, щиток срібний з зображенням святого Георгія на коні; в першому полі чорна гора Арарат з Ноєвим ковчегом, у другому полі — широкий чорний пояс, що символізує Чорне море, в третьому — два сріблясті звивисті пояси (річки Кура і Аракс), в четвертому — сніжна вершина Казбека; над щитом російський двоголовий орел. |

### ГуберніїЦарства Польського
| Герб                        | Губернія              | Дата прийняття | Опис |
| --------------------------- | --------------------- | -------------- | --- |
| Герб Августовської губернії | Августовська губернія | 1837           | Щит червоний розсічений. У правій частині на срібному з золотою збруєю коні, вкритому лазуровим, з золотою облямівкою, килимом, срібний озброєний вершник (погоня) з піднятим мечем та з лазуровим щитом, на якому золотий червлений хрест. У лівій частині чорний ведмідь з золотим нашийником. |
| Герб Краківської губернії   | Краківська губернія   | 1837           | У червоному щиті срібний орел з золотими лапами, увінчаний золотою короною. |
| Герб Мазовецької губернії   | Мазовецька губернія   | 1837           | Щит четверочасний. У першому, червоному, полі срібний орел з золотими лапами, у другому, червоному, полі передня половина чорного лева з червоним язиком і права половина срібного орла з золотими лапами, увінчані золотою короною, у третьому полі, розсіченому сріблом та червінню, передня половина червоного лева з червоним язиком і права половина срібного орла з золотими лапами, увінчані золотою короною, у четвертому, червоному, полі чорний орел з золотими кігтями та червоним з золотою облямівкою медальйоном з літерою R. |
| Герб Підляської губернії    | Підляська губернія    | 1837           | Щит червоний розсічений. У правій частині срібний орел з золотими лапами. У лівій частині на срібному з золотою збруєю коні, вкритому лазуровим, з золотою облямівкою, килимом, срібний озброєний вершник (погоня) з піднятим мечем та з лазуровим щитом, на якому золотий червлений хрест. |
| Герб Сандомирської губернії | Сандомирська губернія | 1837           | Щит розсічений. Права частина п'ятиразово пересічена на червінь і срібло. У лівій, лазуровій, частині дев'ять шестипроменевих зірок: 3, 3 і 3. |